# Замок Ратмакни
Замок Ратмакни (англ. Rathmacknee Castle) — один из замков Ирландии, расположенный в графстве Уэксфорд.

## История
Замок Ратмакни был построен Джоном Россетером, имевший должность сенешаля Вексфорд в 1415 году. Его внук — Томас Россетер перестроил замок в 1493 году. Семья Россетер осталась католиками после реформации во времена короля Генриха VIII, что было вызовом тогдашней власти. Но несмотря на свое католичество семья Россетер была верна королю Англии и продолжала владеть своими землями в отличие от многих других католиков. Во времена гражданской войны на Британских островах семья Россетер была на стороне роялистов и воевала против Оливера Кромвеля. Оливер Кромвель после подавления восстания за независимость Ирландии конфисковал замок Ратмакни в 1654 году. Замок оставался населенным замком до 1760 года. Затем замок был заброшен и превратился в руины. В XIX веке замок восстановил его новый владелец — Гамильтон Нокс Ґроган Морган.